# Tramlijn Blijham - Bellingwolde
De tramlijn Bellingwolde - Blijham is een voormalige streektramlijn van de Stoomtramweg-Maatschappij Oostelijk Groningen.

## Geschiedenis
De tramlijn werd in 18 oktober 1918 geopend en takt aan op de tramlijn Winschoten - Ter Apel in Blijham.
Vanaf 1936 werd al het personenvervoer per bus verzorgd, en op 12 juni 1948 werd de tramlijn helemaal opgeheven.